# 이미나 (디지몬)
《이미나》는 《디지몬 어드벤처》에 등장하는 히로인으로, 원판 이름은 타치카와 미미(太刀川ミミ)

## 프로필
목소리 연기: 마에다 아이, 요시다 히토미(Tri, 라스트 에볼루션 인연), 코우노 마리카(:) / 문선희, 방연지(라스트 에볼루션 인연), 이세레나(:) /  필리스 샘플러
색깔: ■ 초록
여의초등학교 4학년으로 1989년생. 10살. 트라이에서는 16살. 친구 디지몬은 팔몬으로 순수의 문장의 소유자. 이미지는 풀.
반에서는 미소녀로 부잣집 딸. 밝은 성격덕에 남녀불문 친구가 많지만 천진난만하고 자신의 감정을 숨기지 않아서, 매우 제멋대로인 성격에 울보. 귀여운 것을 좋아하지만, 어째서인지 지저분한 타입의 디지몬에게 사랑받는다. 계란후라이에 설탕을 뿌리고 낫토와 초콜릿을 올려먹는 이상한 식성의 소유자. 현실세계에서 가지고 온 것은 (아버지가 챙겨준) 서바이벌 용품과 핑크색 텐갤런 햇.
선택받은 아이들이 어른스러운 면이 많은 반면 미나는 굉장히 현실적인 캐릭터다. 짐이 되는 때도 많으나 분위기 메이커 역할을 할 때도 있고 꼭 필요한 존재이다. 25화에서 왕개굴몬을 깨워달라는 개굴몬의 부탁을 받고 공주님이 돼서 개굴몬과 올챙몬들을 부려먹고 후에 태일이와 석이, 팔몬을 가둬버리고 자신의 잘못을 깨닫는다.
유일하게 파트너 디지몬이 죽을까 걱정하고 전투에 지쳐 회피하는 모습을 보인 현실적인 캐릭터. 레오몬이 죽은 후 싸워야하는 이유를 알고 다시 돌아온다.
일본 방영분에서는 미나 역할을 맡은 성우가 가수를 겸한 마에다 아이씨라서 작중에서도 미나가 노래를 매우 잘하는 것으로 나온다.
3년의 시간이 지나 미국으로 유학간 후 미국의 중학교 1학년이 되었다. 나중에 다이스케 일행들과 함께 디지몬 세계로 오기도 하는데 개굴몬과 올챙몬들과 친한 사이다. 홍예지에게 순진의 디지멘탈을 준다.